# Horst Schultz
Horst Schultz (* 24. Oktober 1927) ist ein ehemaliger deutscher Fußballspieler. Er ist nicht zu verwechseln mit dem gleichnamigen deutschen Fußballspieler (* 16. Februar 1929), der für verschiedene Berliner Vereine und Bayer Leverkusen auftrat.

## Karriere
Horst Schultz wurde meistens als Stürmer auf Halblinks oder Linksaußen eingesetzt. Stationen seiner Spielerlaufbahn waren
- Jugend bis 1945: SpVg Breslau 02
- bis 1950: Normannia Gmünd, VfL Konstanz (Zonenliga Süd)
- 1950/51: FC Singen 04 (Oberliga Süd)
- 1951–53: FSV Mainz 05 (Oberliga Südwest)
- 1953/54: Viktoria Aschaffenburg (Oberliga Süd)
- 1954/55: Viktoria Aschaffenburg (II. Liga Süd)
- 1955/56: SV Darmstadt 98 (II. Liga Süd)
- 1956–58: SpVgg Weisenau (II. Liga Südwest)
- 1958/59: SpVgg Weisenau (Oberliga Südwest)

Ab 1956 sammelte der zur SV Weisenau gewechselte Schultz als Nachfolger von Heinrich Stillger als Spielertrainer erste Erfahrung auch auf der Trainerbank. Dabei fiel er jedoch aufgrund einer eine Operation notwendig machenden Achillessehnenverletzung zeitweise aus, konnte jedoch die aktive Laufbahn anschließend fortsetzen. Stillger kehrte später wieder als Trainer zurück, unter ihm gelang am Ende der Zweitligasaison 1957/58 der Wiederaufstieg in die Südwest-Oberliga. An der Seite von Spielern wie Norbert Bieger, Walter Frosch, Franz Mattes, Heinrich Müller,  Hans Ratajczak, Erich Richter, Willi Veit und Karl Wagner war Schultz in der Spielzeit 1958/59 Stammspieler, die Mannschaft blieb jedoch in der ersten Liga chancenlos und stieg direkt wieder ab.
Schultz beendete anschließend seine aktive Laufbahn, in der anschließend eingeschlagenen Trainerkarriere war er zunächst in der Schweiz tätig. In der Oberliga Süd erzielte er für den FC Singen 04 in 27 Einsätzen 10 Tore und für Viktoria Aschaffenburg in 11 Einsätzen 4 Tore, in der Oberliga Südwest für Mainz 05 in 60 Einsätzen 12 Tore und für die SpVgg Weisenau in 25 Einsätzen 1 Tor.